# Condado de Navajo
El condado de Navajo es uno de los 15 condados del Estado estadounidense de Arizona. La sede del condado y su mayor ciudad es Holbrook. El condado posee un área de 25 795 km² (los cuales 16 km² están cubiertos por agua), la población de 97 470 habitantes, y la densidad de población es de 4 hab/km² (según censo nacional de 2000). Este condado fue fundado el 21 de marzo de 1895.

## Toponimia
El topónimo navajo deriva del nombre español Apaches de Nabajó, nombre con que se conocía a una tribu indígena y significa campos de cultivo. Otra versión afirma que deriva de Apaches de Navaja, siendo navajo una corrupción de la palabra española navaja.